# Podatek okienny

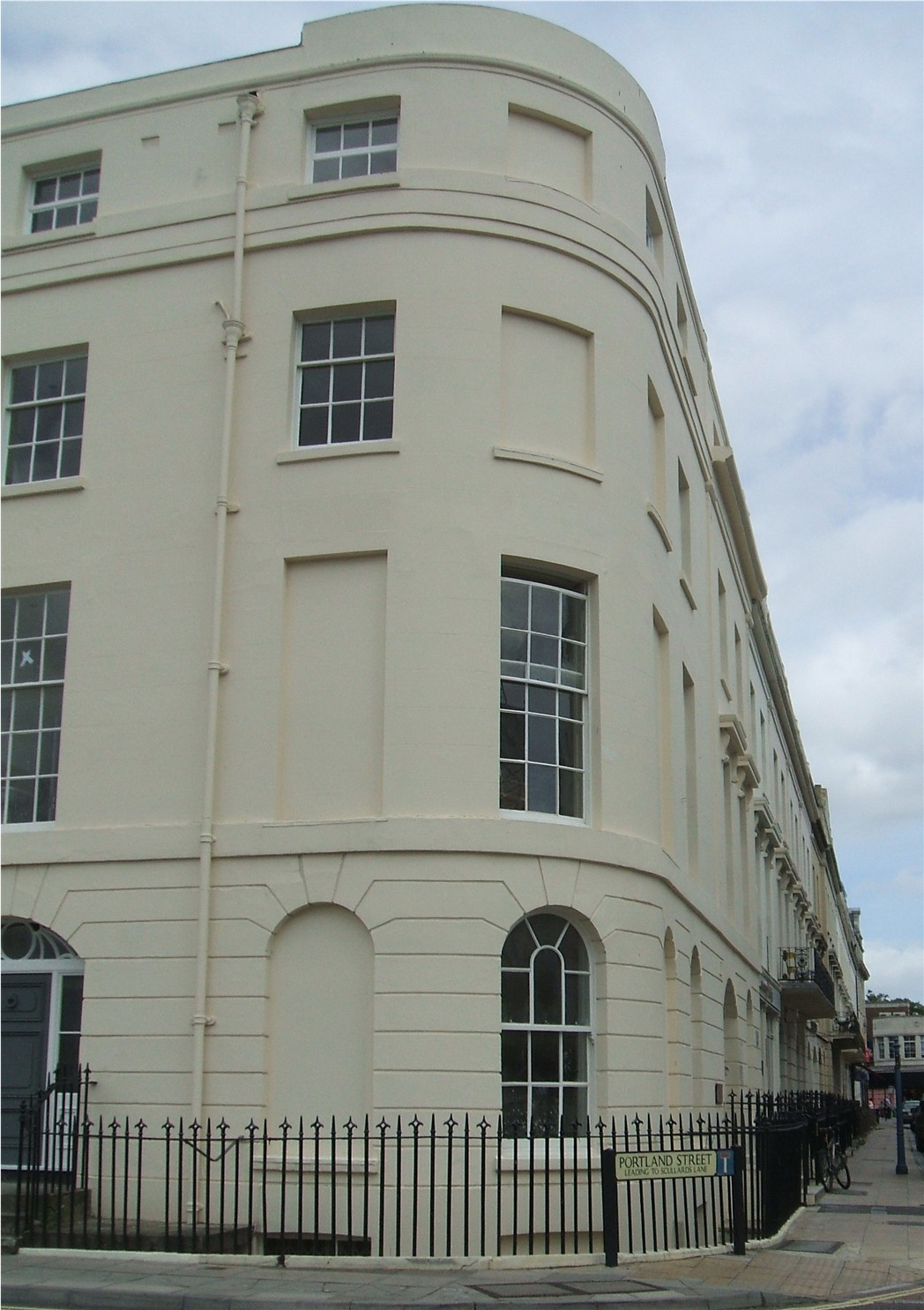
Dom w Portland Street, Southampton

Podatek okienny – podatek wprowadzony w 1696 w Wielkiej Brytanii (Windows Tax Act z 1696) i obowiązujący do roku 1851, którym obciążono właścicieli budynków. Podatek ten przewidywał opodatkowanie w zależności od liczby okien wychodzących na ulicę. Współczesne źródła wspominają o rozpowszechnionej praktyce zamurowywania otworów okiennych w celu unikania opodatkowania tym podatkiem (co można do dziś zauważyć w starych domach).

## Podatek od okien według Adama Smitha
Adam Smith w taki sposób opisywał ten podatek: „Liczbę okien można policzyć najczęściej z zewnątrz, a w każdym razie nie potrzeba wchodzić do każdego pokoju. (...) Podatek od okien, który obowiązuje obecnie (styczeń 1775), poza opłatą trzech szylingów od każdego domu w Anglii, a jednego szylinga w Szkocji, nakłada na każde okno opłatę wzrastającą w Anglii stopniowo od 2 pensów, co stanowi najniższą stawkę podatkową od domów, które nie mają więcej niż siedem okien – aż do dwóch szylingów – najwyższej stawki, jaką stosuje się dla domów o dwudziestu pięciu i więcej oknach.”